# Emirli, Pendik
Emirli là một xã thuộc huyện Pendik, tỉnh Istanbul, Thổ Nhĩ Kỳ. Dân số thời điểm năm 2010 là 306 người.